# Maria Est
|  | Aquest article tracta sobre l'illa Maria. Vegeu-ne altres significats a «Maria (desambiguació)». |

Maria és un atol situat a l'extrem sud de les Tuamotu, a 163 km al nord-oest de Mangareva. També s'anomena sovint Maria Est per distingir-lo dels illots Maria, a les illes Australs. Administrativament depèn de la comuna de les Gambier.

## Geografia
És un atol petit amb una llacuna tancada de 7 km². La superfície terrestre és de 3 km², ple de cocoters i pandanàcies. És deshabitat i visitat ocasionalment per les plantacions de cocoters.

## Història
El nom és d'origen polinesi sense cap relació amb la Verge Maria. Va ser descobert el 1832 per Thomas Brill, de l'Amphitrite. El 1837, el capità Wright, del Medway, el va anomenar Wright Lagoon. També s'ha conegut com a Moerenhout.